# Tom Trybull
Tom Trybull, né le 9 mars 1993 à Berlin, est un footballeur allemand qui évolue au poste de milieu de terrain à Odense Boldklub.

## Biographie
Le 16 octobre 2020, est prêté à Milton Keynes Dons.

## Statistiques
| Saison    | Club           | Pays         | Championnat       | Coupes nationales | Coupes continentales |
| --------- | -------------- | ------------ | ----------------- | ----------------- | -------------------- |
| 2010-2011 | Hansa Rostock  | 3.Bundesliga | 18 matchs         | -                 | -                    |
| 2011-2012 | Werder Brême   | Bundesliga   | 15 matchs / 1 but | -                 | -                    |
| 2012-2013 | Werder Brême   | Bundesliga   | 4 matchs          | -                 | -                    |
| 2013-2014 | Werder Brême   | Bundesliga   | 2 matchs          | -                 | -                    |
| 2013-2014 | FC Sankt Pauli | 2.Bundesliga | 12 matchs         | -                 | -                    |
| 2014-2015 | FC Sankt Pauli | 2.Bundesliga | 3 matchs          | 1 match           | -                    |
| 2015-2016 | FC Sankt Pauli | 2.Bundesliga | -                 | -                 | -                    |
| 2016-2017 | ADO La Haye    | Eredivisie   | 23 matchs / 1 but | 3 matchs          | -                    |
| 2017-2018 | Norwich City   | Championship | -                 | -                 | -                    |

## Palmarès

### En club
- Norwich City
  - Champion d'Angleterre de deuxième division en 2019.